# Suzanne Harmes
Suzanne Harmes (Zoetermeer, Países Bajos, 10 de enero de 1986) es una gimnasta artística neerlandesa, medallista de bronce en 2005 en la prueba de suelo.

## Carrera deportiva
En el Mundial de Melbourne 2005 gana el bronce en la prueba de suelo, tras las estadounidenses Alicia Sacramone (oro) y Nastia Liukin (plata).